# Žlebská Lhotka

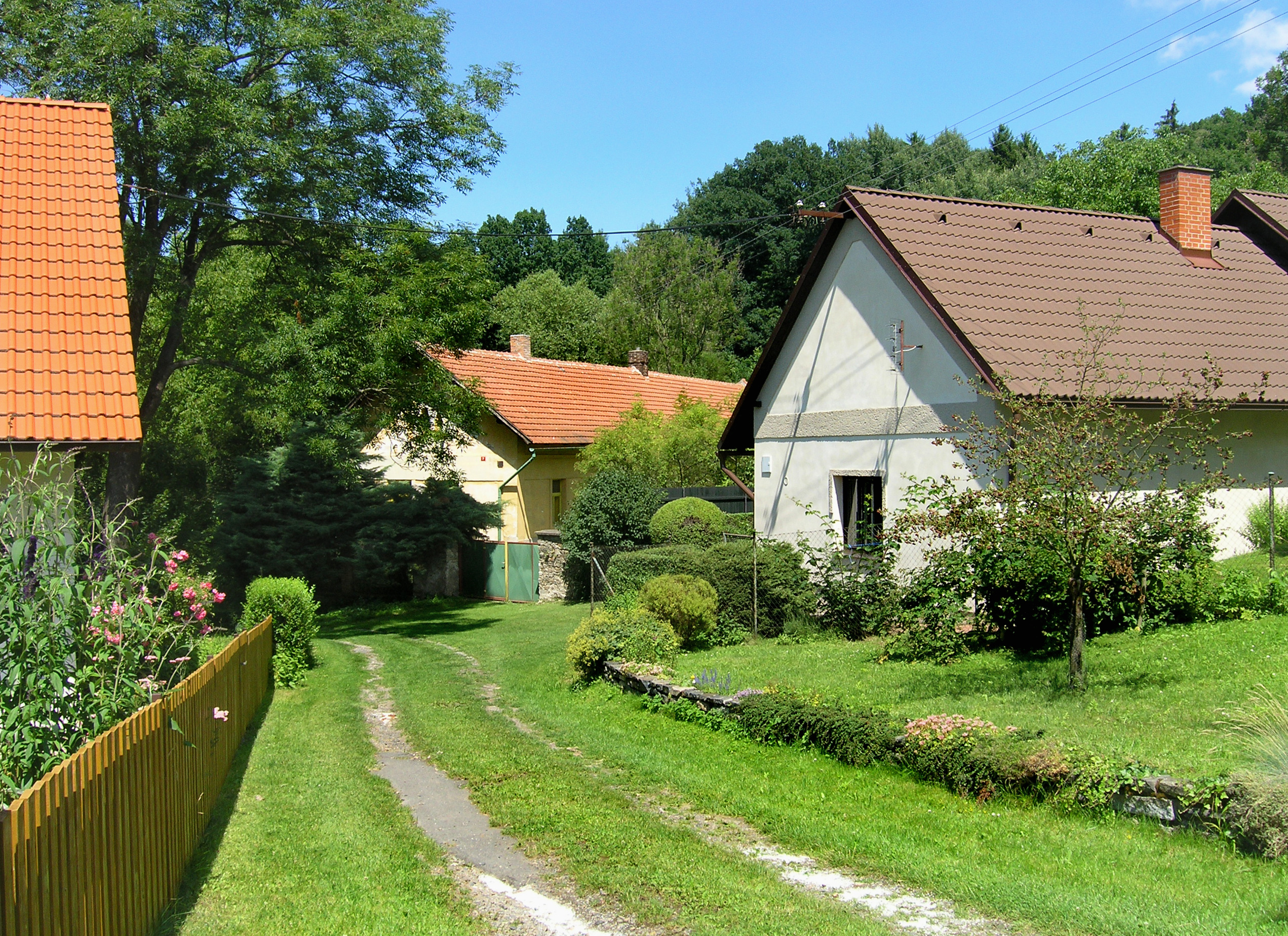
Ortsansicht

Žlebská Lhotka (deutsch Schleber Lhota, auch Lhota) ist ein Ortsteil der Gemeinde Žlebské Chvalovice im Okres Chrudim in Tschechien. Er liegt zwölf Kilometer östlich von Čáslav.

## Geographie
Žlebská Lhotka befindet sich am westlichen Fuße des Eisengebirges (Železné hory) in der Čáslavská kotlina (Czaslauer Becken). Das Dorf liegt im Landschaftsschutzgebiet CHKO Železné hory. Südwestlich von Žlebská Lhotka verläuft die Bahnstrecke Čáslav–Třemošnice. Im Nordosten erheben sich die Skála (490 m n.m.) und der Honzíkův vrch (508 m n.m.), östlich die Krkanka (567 m n.m.).
Nachbarorte sind Lipovec, Licoměřice und Březinka im Norden, Slavkovice und Jetonice im Nordosten, Zbyslavec im Osten, Žlebské Chvalovice im Südosten, Samota und Mladotice im Süden, Ronov nad Doubravou im Südwesten, Bousov im Westen sowie Tuchov und Chybka im Nordwesten.

## Geschichte
Die erste schriftliche Erwähnung des Dorfes erfolgte im Jahre 1360 unter dem Namen Lhotka. Seit der zweiten Hälfte des 16. Jahrhunderts war das Dorf der Allodialherrschaft Žleb untertänig.
Im Jahre 1840 bestand das Rustikaldorf Lhotka bzw. Lhota aus 17 Häusern, in denen 123 Personen lebten. Pfarrort war Žleb.
Nach der Aufhebung der Patrimonialherrschaften bildete Žlebská Lhota einen Ortsteil der Gemeinde Žlebské Chválovice im Gerichtsbezirk Časlau. Ab 1868 gehörte das Dorf zum Bezirk Časlau. Zum Ende des 19. Jahrhunderts erfolgte die Änderung des Ortsnamens in Žlebská Lhotka.
Im Zuge der Gebietsreform von 1960 wurde der Okres Čáslav aufgehoben, Žlebská Lhotka wurde dem Okres Chrudim zugeordnet. Zwischen 1976 und 1991 war Žlebská Lhotka nach Ronov nad Doubravou eingemeindet, seit Beginn des Jahres 1992 ist das Dorf wieder ein Ortsteil von Žlebské Chvalovice. Am 3. März 1991 hatte der Ort 20 Einwohner; beim Zensus von 2001 lebten in den 29 Wohnhäusern von Žlebská Lhotka 6 Personen.

## Ortsgliederung
Der Ortsteil Žlebská Lhotka ist Teil des Katastralbezirkes Žlebské Chvalovice.

## Sehenswürdigkeiten
- Aussichtspunkt an der Krkanka